# بروميد الفاينيل
بروميد الفاينيل مركب بروم عضوي صيغته C2H3Br ويوجد في الشروط القياسية على هيئة غاز عديم اللون.

## التحضير
يحضر هذا المركب من تفاعل بروميد الهيدروجين مع الأسيتيلين بوجود حفاز من بروميد الزئبق الثنائي:
{\displaystyle \mathrm {C_{2}H_{2}+HBr\ {\xrightarrow[{HgBr_{2}}]{200\;^{\circ }C}}\ C_{2}H_{3}Br+{(CH_{2}Br)}_{2}} }
يتفاعل الناتج الثانوي 1،1-ثنائي برومو الإيثان مع 2،1-ثنائي برومو الإيثان بوجود وسط من هيدروكسيد البوتاسيوم للحصول على بروميد الفاينيل:
{\displaystyle \mathrm {{(CH_{2}Br)}_{2}+C_{2}H_{4}Br_{2}\ {\xrightarrow {KOH}}\ C_{2}H_{3}Br} }

## الخواص
يتميز بروميد الفاينيل بعدم استقراره، إذ سرعان ما يتبلمر، لذلك يسوق تجارياً مع مثبت.
يتفاعل هذا المركب مع المغنيسيوم ليعطي كاشف غرينيار الموافق.

## الاستخدامات
يضاف بروميد الفاينيل أثناء بلمرة الأكريلات من أجل إضفاء خواص مثبطة للحريق.